# Leslie Howard
Leslie Howard (eredetileg Steiner László, London, Anglia, 1893. április 3. – Vizcayai-öböl, 1943. június 1.) magyar származású angol színész, filmrendező.

## Élete
Leslie Howard Steiner a Magyarországról Angliába a 19. század végén kivándorolt Steiner házaspár – Ferdinand Steiner és Lilian Blumberg – már Londonban született (1893) gyermeke volt. Öccse Arthur Howard (született Arthur John Steiner, 1910–1995) brit színész lett, akárcsak az ő fia, Leslie Howard unokaöccse, Alan Howard (1937–2015) is. 
Egyetemi tanulmányai után a bankszakmában kívánt elhelyezkedni, de az első világháború kitörése megakadályozta ebben. A harctérről 1917-ben sebesülten visszatérve lelki traumájának feloldásaként Londonban a színészettel próbálkozott. Mérsékelt színészi tehetsége ellenére, bizonyára elegáns megjelenésének és a Dulwich College-ban felszedett úri angol kiejtésének köszönhetően egyre jelentősebb szerepeket kapott (játszotta egy színműben Shakespeare-t is), művésznevének a Leslie Howardot választja. A Scarlet Pimpernel (A Vörös Pimpernel, báró Orczy Emma regénye) után az angol dzsentri tipikus alakját ő testesítette meg.
1920-ban Amerikába költözött, és a Broadway-n angol gentleman-szerepkörben sikeresen szerepelt társasági komédiákban.
A színház vezette el a film világába is. Először olyan darabok filmváltozatában lépett fel, melyekkel már a színpadon is sikert aratott. Első, 1930-ban forgatott filmje után – London és a Broadway közötti ingázását követően – rövidesen teljesen Hollywood felé fordult; még ha rendszeresen vissza-visszatért is angol hazájába. Így például 1938-ban, amikor a George Bernard Shaw Pygmalionjának megfilmesítésében Higgins professzor szerepét játszotta. Alakításáért Oscar-díjra is jelölték.
Legnagyobb sikerét azonban az Elfújta a szélben Ashley Wilkes szerepe hozta meg 1939-ben.
Magyarországon is jól ismert még a Modern Pimpernel című filmből, melyben a rendezői feladatokat is ő látta el.
Amint kitört a második világháború, visszatért Európába. Rendszeresen fellépett az angol katonáknak adott harctéri színelőadásokon. A háború alatt „Nagy-Britannia hangja” lett a rádióban.  Lisszabonból hazatérve  a Vizcayai-öböl felett 1943. június 1-jén a német légierő lelőtte a repülőgépet, melyen utazott.

## Díjak, jelölések
- Oscar-díj
  - 1934 jelölés: legjobb férfi főszereplő (Berkeley Square)
  - 1938 jelölés: legjobb férfi főszereplő, (Pygmalion)

- Locarnói Nemzetközi Filmfesztivál
  - 1946 díj: legszórakoztatóbb film (Modern Pimpernel)

- Velencei Nemzetközi Filmfesztivál
  - 1938 díj: Volpi Kupa (Pygmalion)
  - 1938 jelölés: Mussolini kupa a legjobb külföldi filmnek (Pygmalion)

- Hollywood Walk of Fame
  - Csillag a Hollywood Walk of Fame-en

## Fordítás
- Ez a szócikk részben vagy egészben  a   Leslie_Howard_(actor) című angol Wikipédia-szócikk fordításán alapul.  Az eredeti cikk szerkesztőit annak laptörténete sorolja fel. Ez a jelzés csupán a megfogalmazás eredetét és a szerzői jogokat jelzi, nem szolgál a cikkben szereplő információk forrásmegjelöléseként.